# Acrosterigma marielae
Acrosterigma marielae is een tweekleppigensoort uit de familie van de Cardiidae. De wetenschappelijke naam van de soort is voor het eerst geldig gepubliceerd in 1977 door Wilson & Stevenson.